# Народжені перемагати (книга)

«Народжені перемагати» — книга Сергія Мартинюка (Світогора Лелеко). Повна назва книги «Народжені перемагати, або краще померти стоячи, ніж жити на колінах». В книзі проза, поезії, п'єси.

## Вихідні дані
Народжені перемагати — Сергій Мартинюк — Київ, Видавництво «Український пріоритет», 2018—144 сторінки, ISBN — 978-617-7398-95-9

## Відгуки
- Рецензія Антоніни Мовчун на книгу «Народжені перемагати» Сергія Мартинюка (Світогора Лелеко)[1]
- Марія Катаєва «Нова книга українця вчить перемагати і пишатися», Вечірній Київ,[2] 11.01.19 року
- Петро Швець «Цих днів не змовкне слава», Слово Просвіти,[3] 31.01.2019 року
- Петро Швець «Цих днів не змовкне слава», Літературна Україна, № 43-44, 29 листопада 2018 року

## Відзнаки
Книга відзначена літературною премією імені Василя Юхимовича на літературно-мистецькому святі «Просто на Покрову» (2019).